# Francisco Lucas Roselli
Francisco Lucas Roselli (18 de octubre de 1902,  Carmelo) fue un arqueólogo y paleontólogo uruguayo.

## Biografía
Roselli fue hijo de padres italianos instalados en el paraje de Juan González con un comercio. Tuvo una familia numerosa: once hermanos de las primeras nupcias de su padre, Don Emilio Roselli, quien en segundas nupcias (luego del fallecimiento de su primera esposa) tuvo 3 hijos más.
Cursó la escuela primaria en Carmelo.  A los 14 años de edad se radicó con Nueva Palmira, trabajando en el oficio de herrero en el establecimiento de su hermano Emilio. Roselli comenzó de joven a interesarse en la paleontología y la arqueología. “Recuerdo que mi padre se interesaba por adquirir maderas petrificadas y que alguna vez lo acompañé en su búsqueda. También recogía fragmentos de alfarería indígena”, expresó.
En 1923 se instala con su propio taller de herrería hasta el año  1953. En 1926 contrae matrimonio con Aurora Genuario, de quien nacería su única hija, Norma, quien falleció muy joven.
En sus comienzos, respecto a la orientación de sus estudios en arqueología y en paleontología, Roselli decía: “Fue vocacional, pero influyó mucho el conocer y acompañar en algunas investigaciones de campo al ilustre sabio argentino Lucas Kravielich, para mi total dedicación a estas ciencias mi actividad fue siempre autodidacta. En cuanto a contactos fue y es con geólogos, paleontólogos, arqueólogos de Argentina, Brasil, Colombia, Estados Unidos y desde luego con investigadores nacionales.” Asimismo se destacó en su labor como docente.
Estuvo involucrado en importantes grupos nacionales e internacionales que lo han distinguido por sus estudios.
Cabe destacar el hecho de que donó toda su colección para fundar el Museo Municipal de Nueva Palmira, el 2 de octubre de 1984, ocupando el cargo de director, hasta 1987, año de su desaparición física. A partir de 1989, dicho museo lleva su nombre.
En  el acto de  fundación del Museo Municipal en  1984,  Roselli expresó entre otras cosas: “Es con emoción y satisfacción que en este momento cumplo con mi promesa de donación y entrega a las autoridades Municipales y al pueblo de Nueva Palmira de los materiales que conforman las colecciones de Paleontología, Arqueología, Antropología, etc, obtenidas, estudiadas y clasificadas durante muchos años de intensa y silenciosa labor con la finalidad de creación de un Museo local con la esperanza que en el futuro acreciente su capacidad continuando con su servicio a la sociedad”. 
Desde 1984 una calle de Nueva Palmira lleva su nombre.

## Publicaciones[2]
- Roselli, F. L. (1938). Apuntes de geologia y paleontologia uruguayas y sobre insectos del Cretáceo del Uruguay o descubrimientos de admirables instintos constructivos de esa época. Boletin de la Sociedad Amigos de la Ciencias naturales “Kraglievich-Fontana, 1, 29-102.
- Roselli, F. L. (1976). Contribución al estudio de la geopaleontología: departamentos de Colonia y Soriano (República Oriental del Uruguay).
- Roselli, F. L. (1976). Fiandraia romeii. Un nuevo interesante notoungulado (Typotheria-Mammalia) de edad Friasense, de Nueva Palmira, Uruguay.
- Roselli, F. L. (1987). Paleoicnología: nidos de insectos fósiles de la cobertura Mesozoica del Uruguay. Publicaciones del Museo Municipal de Nueva Palmira, 1(1), 1-56.

## Distinciones[2]
Académico correspondiente de la Academia de Río Grande del Sur (Brasil).
Miembro correspondiente del Instituto Histórico y Geográfico del Uruguay.
Miembro correspondiente del Instituto Amigos de la Arqueología de Montevideo.
Socio Ad - honorem de la Sociedad Amigos de la Naturaleza de Montevideo.
Socio Honorario de la Sociedad de Ciencias Naturales de Carmelo.
Socio Honorario de la Biblioteca Ignacio Espinosa Borges de Agraciada.